# Aira provincialis
Aira provincialis là một loài thực vật có hoa trong họ Hòa thảo. Loài này được Jord. mô tả khoa học đầu tiên năm 1852.